# Chaire sadleirienne

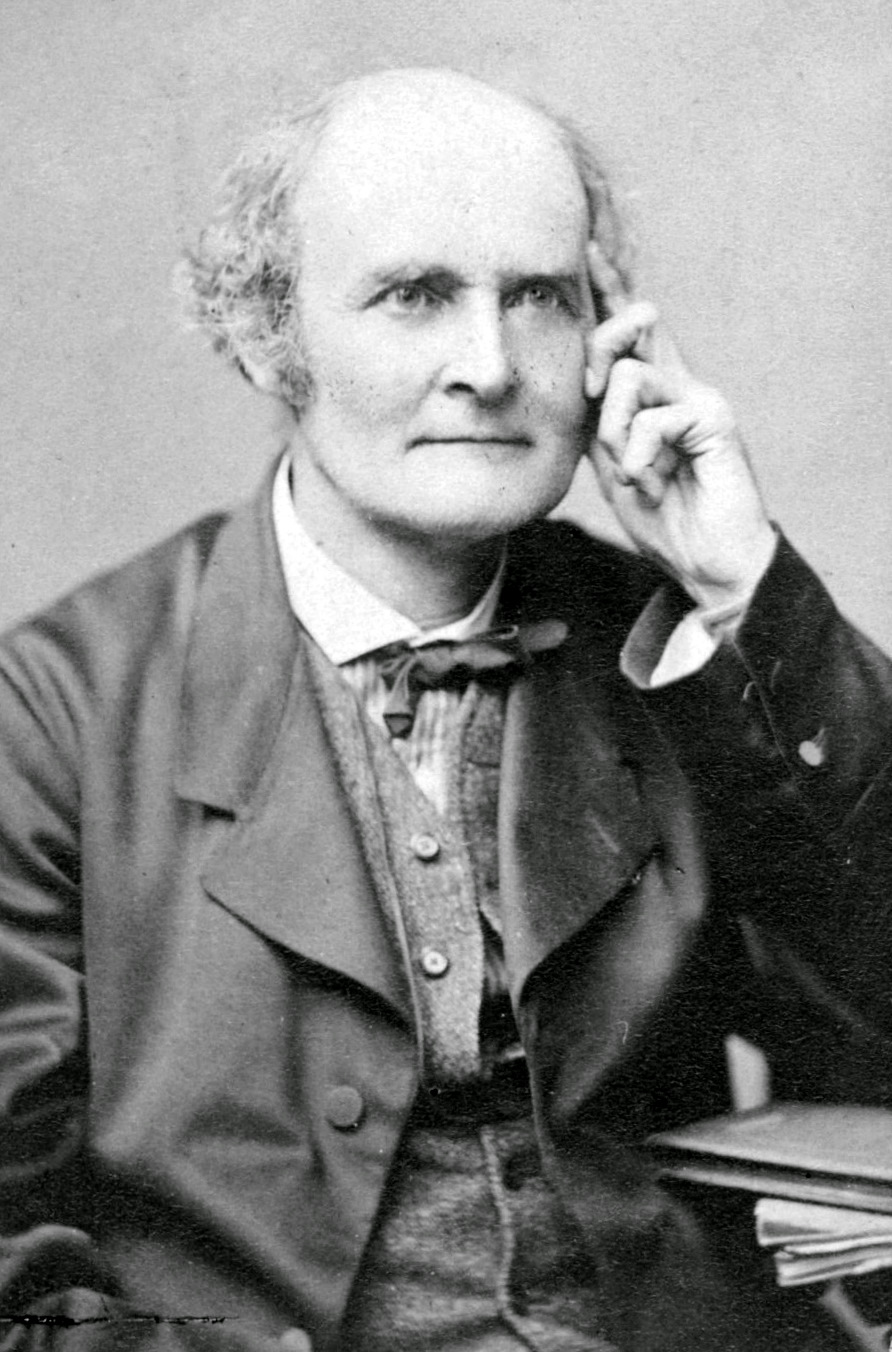
Le mathématicien Arthur Cayley fut un titulaire de la chaire saldeirienne.

La chaire sadleirienne est une chaire professorale de mathématiques pures de l'université de Cambridge fondée en 1701 par Lady Mary Sadleir (en).

## Liste des titulaires
- 1863 – 1895 : Arthur Cayley
- 1895 – 1910 : Andrew Russell Forsyth
- 1910 – 1931 : Ernest William Hobson
- 1931 – 1942 : Godfrey Harold Hardy
- 1945 – 1953 : Louis Mordell
- 1953 – 1967 : Philip Hall
- 1967 – 1986 : John Cassels
- 1986 – 2012 : John Coates
- 2013 – 2014 : Vladimir Marković
- 2017 – 2021 : Emmanuel Breuillard
- 2024 – : Oscar Randal-Williams